# Samuel McRoberts

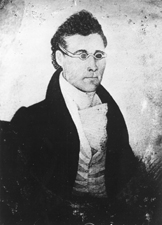
Samuel McRoberts

Samuel McRoberts (* 12. April 1799 bei Maeystown, Nordwestterritorium; † 27. März 1843 in Cincinnati, Ohio) war ein US-amerikanischer Politiker, der den Bundesstaat Illinois im US-Senat vertrat.
Samuel McRoberts wurde im späteren Monroe County (Illinois) geboren. Er erhielt Privatunterricht und schrieb sich dann an der juristischen Fakultät der Transylvania University in Lexington ein. Nach seinem Abschluss wurde er 1821 in die Anwaltskammer aufgenommen und begann im Monroe County als Jurist zu praktizieren. Von 1819 bis 1821 war er Sekretär am dortigen Kreisgericht; danach fungierte er von 1824 bis 1827 als Richter am Kreisgericht von Illinois.
Seine politische Laufbahn begann mit der Mitgliedschaft im Senat von Illinois zwischen 1828 und 1830. Danach wurde er von US-Präsident Andrew Jackson zum Bundesstaatsanwalt berufen und übte dieses Amt bis 1832 aus, als ihn Jacksons Nachfolger Martin Van Buren zum Konkursverwalter in Diensten des Land Office in Danville ernannte. Ab 1839 war er als Solicitor für diese unabhängige Regierungsbehörde tätig.
Diesen Posten übte Samuel McRoberts bis 1841 aus. Am 4. März desselben Jahres zog er für die Demokraten in den US-Senat ein. Dort verblieb er bis zu seinem Tod am 27. März 1843. Während dieser Zeit war er Vorsitzender des Committee on Engrossed Bills, eines Vorläufers des Committee on Rules and Administration.